# Epimecis liriodendraria
Epimecis liriodendraria är en fjärilsart som beskrevs av Abbott 1797. Epimecis liriodendraria ingår i släktet Epimecis och familjen mätare. Inga underarter finns listade i Catalogue of Life.